# ユダヤ・ウォッチ
ユダヤ・ウォッチ（Jew Watch）は、ホロコースト否認を主張する反ユダヤ主義のウェブサイトであり、ユダヤ人についての多くの疑いが述べられ、ユダヤ人がメディアや金融業界をコントロールし、一連の陰謀を企ている事や、ユダヤ人がテロリストグループに関与していることを非難している。
このサイトはプロパガンダが多く含まれていて、ジ・エイジのサム・バーグヒーズによると、ナチスドイツが行ったことと同じく、ヘイトスピーチであると指摘している。
ユダヤ・ウォッチは、ストームフロント、ネオナチから支持を受けている。
このサイトは「世界中のユダヤ人社会や組織を注目する非営利民間研究所という立場である」と説明している。
このサイトの作者達は、オバマ米大統領を含め、特定されていない数千人の有名人がユダヤ人であるとして掲載している。
このサイトが2004年4月に、" Jew " （ユダヤ）という単語の検索結果として、グーグル検索に最初に登場したときに、メディアの注目を受けた。 
ユダヤ・ウォッチはグーグルの検索結果から削除されたが、掲載を求めるための行動を開始した。 
2006年には、ハリケーン・カトリーナの被災者を支援するための寄付の勧誘サイトが、ユダヤ・ウォッチに転送されるというスキャンダルが起きた。

## 所有権
ウェブサイトは1998年に設立され、これまで、フランク・ウェルトナーや、ナショナル・アライアンス、ホワイト・ナショナリズムの組織のメンバーによって所有、維持されていた。

## テーマ
ユダヤ・ウォッチは、ウェブ人名録という形で構成され、文章、記事、ビデオ、およびリンクのアーカイブを提供している。
その内容は、ユダヤ人による支配的なコントロール、ユダヤ人のエンターテイメント、ユダヤ人の金融機関と株式相場の不正操作、ソ連のシオニストで反米のユダヤ人スパイ、ユダヤ人の共産主義支配者と暗殺者、ユダヤ人テロリスト、シオニスト占領政府と、ユダヤ人共産主義、ユダヤ人による虐殺行為など、その他、整理された項目によって構成されている。
ユダヤ・ウォッチは、ユダヤ人が世界の金融システムとメディアをコントロールしていることを主張している。
また、「反キリスト教である赤軍の人民委員のユダヤ人」は「人民委員のユダヤ人将校であったトロツキー」の命令を受けて、1917〜1945年にかけて、ロシアの一億人のキリスト教徒を殺害したと主張している。
また、グローバルなユダヤ民族は、グローバルな資本主義と共産主義の両方についての原動力となっていることを主張している。
このサイトは、ユダヤ人が犯した犯罪もしくは、パレスチナ人に対する大量虐殺を計画していると推測している他のサイトをリンクし、また、このサイトでは、ホロコースト否認を展開し、ホロコーストは起こらなかったか、非常に誇張したことであるか、どちらかであると主張している。